# Flörsheim-Dalsheim
Flörsheim-Dalsheim là một đô thị thuộc huyện Alzey-Worms, bang Rheinland-Pfalz, nước Đức. Đô thị Flörsheim-Dalsheim có diện tích 12,71 km².